# Barcelonne-du-Gers
Barcelonne-du-Gers este o comună în departamentul Gers din sudul Franței. În 2009 avea o populație de 1.311 de locuitori.

## Evoluția populației
| An        | 1975  | 1982  | 1990  | 1999  | 2006  | 2009  |
| --------- | ----- | ----- | ----- | ----- | ----- | ----- |
| Populație | 1.134 | 1.183 | 1.312 | 1.303 | 1.319 | 1.311 |